# 대한민국 민법 제386조
대한민국 민법 제386조는 선택의 소급효에 대한 민법 채권법 조문이다.

## 조문
제386조(선택의 소급효) 선택의 효력은 그 채권이 발생한 때에 소급한다. 그러나 제삼자의 권리를 해하지 못한다.

第386條(選擇의 遡及效) 選擇의 效力은 그 債權이 發生한 때에 遡及한다. 그러나 第三者의 權利를 害하지 못한다.

Article 386 (Effect of Choice) The choice shall become effective retroactively as of the time of the accrual of the claim; provided, however that this shall not prejudice the rights of a third party.

## 비교 조문
일본민법 제411조(선택의 효력) 선택은 채권의 발생 시로 소급하여 그 효력이 발생한다. 다만, 제3자의 권리를 해할 수 없다.

## 참고 문헌
- 오현수, 일본민법, 진원사, 2014. ISBN 978-89-6346-345-2
- 오세경, 대법전, 법전출판사, 2014 ISBN 978-89-262-1027-7
- 이준현, LOGOS 민법 조문판례집, 미래가치, 2015. ISBN 979-1-155-02086-9

## 같이 보기
- 공동저당권